# 西神戸町
西神戸町（にしかんべちょう）は、愛知県田原市の地名。30の小字が設置されている。

## 地理
旧田原町南部に位置する。東は神戸町、西は大久保町・大草町に接する。

### 字一覧
字名は以下の通りである。
| - 荒古島（あらこじま） - 荒子新田（あらこしんでん） - 追田（おいだ） - 大北（おおきた） - 大新田（おおしんでん） - 大辻（おおつじ） - 大狭間（おおはざま） - 岡（おか） - 岡下（おかした） - 小川（おがわ） | - 川向（かわむこう） - 北中島（きたなかじま） - 郷中（ごうなか） - 清水（しみず） - 新沢（しんざわ） - 神明前（しんめいまえ） - 蓼川（たでがわ） - 契り（ちぎり） - 長塚（ちょうづか） - 中田（なかだ） | - 新美（にいのみ） - 新美新田（にいのみしんでん） - 橋前（はしまえ） - 浜行場（はまゆきば） - 平戸（ひらと） - 平松（ひらまつ） - 広野（ひろの） - 堀山田（ほりやまだ） - 門前（もんぜん） - 山股（やままた） |

## 歴史

### 地名の由来
神戸村の西部に位置することによる。

### 沿革
- 1882年（明治15年） - 渥美郡神戸村の一部（旧赤松村・志田村・新美村の範囲）により、同郡西神戸村として成立[7]。
- 1889年（明治22年） - 再び神戸村に併呑され、同村大字西神戸となる[7]。
- 1955年（昭和30年） - 合併に伴い、田原町大字西神戸となる[7]。

## 世帯数と人口
2015年（平成27年）10月1日現在の世帯数と人口は以下の通りである。
| 町丁     | 世帯数  | 人口  |
| -------- | ------- | ----- |
| 西神戸町 | 274世帯 | 941人 |

### 人口の変遷
国勢調査による人口の推移
| 2005年（平成17年） | 940人 | [ 8 ] |  |
| 2010年（平成22年） | 958人 | [ 9 ] |  |
| 2015年（平成27年） | 941人 | [ 2 ] |  |

## 学区
市立小・中学校に通う場合、学区は以下の通りとなる。また、公立高等学校に通う場合の学区は以下の通りとなる。
| 番・番地等 | 小学校             | 中学校             | 高等学校 |
| ---------- | ------------------ | ------------------ | -------- |
| 全域       | 田原市立神戸小学校 | 田原市立東部中学校 | 三河学区 |

## 交通
- 愛知県道414号大草豊島線[5]

## 施設
- 八幡社[5]
- 白山社[5]
- 神明社[5]
- 浄土宗浄蓮寺[5]
- 真宗高田派西光寺[5]
- 曹洞宗自鏡寺[5]
- 新美古墳[5]

## その他

### 日本郵便
- 郵便番号 : 441-3423[3]（集配局：田原郵便局[12]）。